# Thecla gargophia
Thecla gargophia är en fjärilsart som beskrevs av William Chapman Hewitson 1877. Thecla gargophia ingår i släktet Thecla och familjen juvelvingar. Inga underarter finns listade i Catalogue of Life.